# 피트 웬츠
피트 웬츠(Pete Wentz, 1979년 6월 5일 ~ )는 미국의 음악가로, 폴 아웃 보이의 일원이다. 펜더 사에서 제작한 자신의 시그네춰 모델 베이스를 사용한다.